# Чемпионат Европы по настольному теннису 1964
4-й чемпионат Европы по настольному теннису проходил с 22 по 29 ноября 1964 года в Мальмё (Швеция).

## Медалисты

### Мужчины
| Разряд               | Золото                                                                                        | Серебро                                                                   | Бронза                     |
| -------------------- | --------------------------------------------------------------------------------------------- | ------------------------------------------------------------------------- | -------------------------- |
| Одиночный разряд     | Чель Йоханссон                                                                                | Золтан Берцик                                                             | Эберхард Шёлер             |
| Одиночный разряд     | Чель Йоханссон                                                                                | Золтан Берцик                                                             | Ярослав Станек             |
| Парный разряд        | Ярослав Станек Владимир Мико                                                                  | Ханс Алсер Чель Йоханссон                                                 | Золтан Берцик Петер Рожаш  |
| Парный разряд        | Ярослав Станек Владимир Мико                                                                  | Ханс Алсер Чель Йоханссон                                                 | Янош Фахази Ласло Пигницки |
| Командное первенство | Швеция · Чель Йоханссон · Ханс Алсер · Ленарт Оден · Кристер Йоханссон · Карл-Йохан Бернхардт | Югославия · Воислав Маркович · Иштван Корпа · Зелько Хрбуд · Эдвард Вецко |                            |

### Женщины
| Разряд               | Золото                                         | Серебро                              | Бронза                          |
| -------------------- | ---------------------------------------------- | ------------------------------------ | ------------------------------- |
| Одиночный разряд     | Эва Фёльди                                     | Эржебет Йурик                        | Зоя Руднова                     |
| Одиночный разряд     | Эва Фёльди                                     | Эржебет Йурик                        | Светлана Гринберг               |
| Парный разряд        | Мэри Шэннон Диана Роув                         | Мария Александру Элла Константинеску | Шаролта Лукач Ангела Папп       |
| Парный разряд        | Мэри Шэннон Диана Роув                         | Мария Александру Элла Константинеску | Светлана Гринберг Дзидра Лукина |
| Командное первенство | Англия · Диана Роув · Мэри Шэннон · Лесли Белл | Венгрия · Эва Фёльди · Эржебет Йурик |                                 |

### Микст
| Разряд           | Золото                    | Серебро                    | Бронза                      |
| ---------------- | ------------------------- | -------------------------- | --------------------------- |
| Смешанный разряд | Петер Рожаш Шаролта Лукач | Владимир Мико Марта Лужова | Янош Фахази Эржебет Йурик   |
| Смешанный разряд | Петер Рожаш Шаролта Лукач | Владимир Мико Марта Лужова | Лотар Плёйзе Дорис Кальвайт |